# Округ Лем (Тексас)
Округ Лем (енгл. Lamb County) је округ у америчкој савезној држави Тексас. По попису из 2010. године број становника је 13.977.

## Демографија
Према попису становништва из 2010. у округу је живело 13.977 становника, што је 732 (5,0%) становника мање него 2000. године.
| Група             | 2000.         | 2010.         |
| Белци             | 7.553 (51,3%) | 6.020 (43,1%) |
| Афроамериканци    | 632 (4,3%)    | 598 (4,3%)    |
| Азијати           | 15 (0,1%)     | 20 (0,1%)     |
| Хиспаноамериканци | 6.393 (43,5%) | 7.231 (51,7%) |
| Укупно            | 14.709        | 13.977        |